# 杉山頴司
杉山 頴司 （すぎやま えいじ、1924年（大正13年） - 2003年（平成15年))は、昭和から平成の指揮者であり教育者、日本吹奏楽指導者協会会長、埼玉県吹奏楽連盟理事長、埼玉県文化団体連合会副会長を務めた。

## 経歴
昭和18年(1924年)、埼玉県大宮市（現さいたま市）に生まれる。埼玉県浦和商業学校(埼玉県立浦和商業高等学校の前身)に入学、吹奏楽部でフルートを担当。卒業後、埼玉県庁に勤務。昭和7年(1943年)陸軍戸山学校入学。昭和8年(1944年)7月に8ヶ月で繰り上げ卒業。その後、支那派遣軍の軍楽隊勤務のため南京に派遣。昭和21年(1946年)3月帰国。武蔵野音楽大学入学。卒業後、埼玉県立春日部高等学校に勤務。昭和50年(1975年)岩槻市城南中学校、昭和55年(1980年)岩槻市立桜山中学校の校長を歴任。
日本吹奏楽指導者協会および全日本吹奏楽連盟、埼玉県吹奏楽連盟などの吹奏楽関連団体の要職のほか、埼玉県文化団体連合会副会長を務め、特に日本吹奏楽指導者協会の法人化に寄与した。
平成15年(2003年)逝去。

## 略歴
- 昭和43年(1968年) - 昭和60年(1985年) 埼玉県吹奏楽連盟 第2代理事長
- 平成9年(1997年)6月 - 平成14年(2002年) 日本吹奏楽指導者協会(JBA) 第9代会長

## 受賞
- 昭和53年(1978年) - 埼玉県文化団体連合会文化選奨(埼玉県文化団体連合会)[3]
- 平成17年(2005年) - さいたま市文化賞(さいたま市)[4]

## 作曲
- 昭和36年(1961年) - 埼玉県立春日部高等学校第二応援歌「若き血潮」[5]
- 昭和57年(1982年) - 岩槻市立柏陽中学校校歌[6]

## 論文
- 平成5年(1993年) - 「グループダイナミクスにより見たJBA活動と吹奏楽活動への一考察」[7]